# 天主教丽水教区
天主教丽水教区（拉丁文：Dioecesis Liscioeivensis）是天主教在中国浙江省西南部设立的一个教区。
1931年7月2日，罗马教廷从宁波代牧区分出原处州府10县设立处州监牧区。交由加拿大斯加尔波罗会管理。后金华府8县划入，辖区面积23,484平方公里。1937年5月18日更名为丽水监牧区。1948年5月13日升格为丽水教区。1950年有本堂区8个，信徒4,286人。
2017年12月29日，丽水教区唯一一名神父卢丹华被当局带走，于2018年11月22日获释。

## 主教
- Guglielmo MacGrath, S.F.M.（1932年3月4日到1941年）
- 谭尔鼐 Kenneth Roderick Turner, S.F.M.（1948年5月13日任命，1983年去世）